# Ca n'Oranies
Ca n'Oranies és una masia d'Òdena (Anoia) inclosa a l'Inventari del Patrimoni Arquitectònic de Catalunya.

## Descripció
Masia formada per diferents edificis (habitatges, quadres...) que tanquen un pati al que dona la façana principal a ponent de la qual hi ha un cos amb una galeria formada per arcades d'arc carpanell. En el cos principal de la façana de ponent destaquen tres balcons.

## Història
Segons informació oral està documentada la segle xvi. A la porta que tanca el pati hi ha inscrita la data de 1909.